# アスコリ・サトリアーノ
アスコリ・サトリアーノ（イタリア語: Accadia）は、イタリア共和国プッリャ州フォッジャ県にある、人口約6,100人の基礎自治体（コムーネ）。
ラテン語で「アスクルム」と呼ばれた。ピュロス戦争中のアスクルムの戦い（紀元前279年）や、第二次ポエニ戦争中のアスクルムの戦い（カヌシウムの戦い、紀元前209年）の舞台となった。

## 地理

### 位置・広がり

#### 隣接コムーネ
隣接するコムーネは以下の通り。括弧内のPZはポテンツァ県 （バジリカータ州）所属を示す。
- カンデーラ
- カステッルッチョ・デイ・サウリ
- チェリニョーラ
- デリチェート
- フォッジャ
- ラヴェッロ (PZ)
- メルフィ (PZ)
- オルドーナ
- オルタ・ノーヴァ
- ストルナレッラ

## 行政

### 分離集落
アスコリ・サトリアーノには、以下の分離集落（フラツィオーネ）がある。
- San Carlo, Palazzo d'Ascoli, Corleto, Amendola, Giarnera Grande